# I. A třída Královéhradeckého kraje 2004/2005
V utkáních I. A třídy Královéhradeckého kraje 2004/2005, jedné ze skupin 6. nejvyšší fotbalové soutěže v Česku, se utkalo 14 týmů dvoukolovým systémem podzim – jaro. Tento ročník začal v srpnu 2004 a skončil v červnu 2005.
Postup si zajistil vítěz SK Převýšov a druhý tým SK Libčany, sestoupily poslední 3 týmy.

## Konečná tabulka I. A třídy Královéhradeckého kraje 2005/2006
| Poř. | Tým                          | Z  | V  | R | P  | VG | OG | B  |
| ---- | ---------------------------- | -- | -- | - | -- | -- | -- | -- |
| 1.   | SK Převýšov (N)              | 26 | 18 | 6 | 2  | 67 | 26 | 60 |
| 2.   | SK Libčany (N)               | 26 | 15 | 5 | 6  | 51 | 30 | 50 |
| 3.   | SK Jičín                     | 26 | 14 | 5 | 7  | 52 | 36 | 47 |
| 4.   | TJ Spartak Police nad Metují | 26 | 13 | 4 | 9  | 53 | 48 | 43 |
| 5.   | FC Vrchlabí                  | 26 | 13 | 3 | 10 | 40 | 30 | 42 |
| 6.   | TJ Slovan Broumov            | 26 | 11 | 5 | 10 | 53 | 46 | 38 |
| 7.   | TJ Červený Kostelec (S)      | 26 | 11 | 4 | 11 | 58 | 47 | 37 |
| 8.   | TJ Lázně Bělohrad            | 26 | 12 | 1 | 13 | 49 | 54 | 37 |
| 9.   | TJ Jiskra Hořice (S)         | 26 | 10 | 6 | 10 | 37 | 48 | 36 |
| 10.  | FK Chlumec nad Cidlinou      | 26 | 10 | 3 | 13 | 50 | 51 | 33 |
| 11.  | SK Bystřian Kunčice          | 26 | 9  | 3 | 14 | 43 | 57 | 30 |
| 12.  | TJ Sokol Roudnice            | 26 | 7  | 5 | 14 | 47 | 59 | 26 |
| 13.  | TJ Sokol Malšovice           | 26 | 7  | 0 | 19 | 29 | 67 | 21 |
| 14.  | SK Třebechovice pod Orebem   | 26 | 6  | 2 | 18 | 31 | 61 | 20 |

Poznámky:
- Z = Odehrané zápasy; V = Vítězství; R = Remízy; P = Prohry; VG = Vstřelené góly; OG = Obdržené góly; B = Body; (S) = Mužstvo sestoupivší z vyšší soutěže; (N) = Mužstvo postoupivší z nižší soutěže (nováček)

|  | Postup do Krajského přeboru Královéhradeckého kraje 2005/2006 |
|  | Sestup do příslušné I. B třídy 2005/2006                      |